# Caprarola
Caprarola (provincia de Viterbo) es un municipio y una ciudad de la Tuscia (región del Lacio) con alrededor de 5.500 habitantes. El pueblo está situado en la ladera sur de los montes Ciminos, de origen volcánico y al este respecto al Lago de Vico, y junto a las vías consulares, hoy carreteras estatales, Cassia y Flaminia.

## Lugares de interés
El principal atractivo de la ciudad es la gran mansión o villa renacentista llamada Palacio Farnesio (Villa Farnese), que domina el campo de alrededor, erigido por un cardenal de la familia Farnesio a mediados del siglo XVI.
Además, en los alrededores está el lago de Vico (lago di Vico), de gran interés natural, siendo probablemente el mejor conservado entre los grandes lagos italianos de origen volcánico.

## Evolución demográfica
| Gráfica de evolución demográfica de Caprarola entre 1861 y 2001 |
|                                                                 |
| Fuente ISTAT - elaboración gráfica de Wikipedia                 |

## Locaciones de filmación
Villa Farnese en Caprarola aparece en la película "Luther" (2003) y en la serie de TV "Medici: Masters of Florence".